# Tephraea
Tephraea is een geslacht van kevers uit de familie bladsprietkevers (Scarabaeidae). Het geslacht werd voor het eerst wetenschappelijk beschreven in 1842 door Burmeister.

## Soorten
- Tephraea albofasciata Moser, 1909
- Tephraea carinicollis (Moser, 1918)
- Tephraea cinctipennis Kraatz, 1900
- Tephraea cinerea Kraatz, 1898
- Tephraea dichroa (Schaum, 1844)
- Tephraea leucomelaena (Gory & Percheron, 1833)
- Tephraea morosa Schaum, 1848
- Tephraea pagenstecheri Preiss, 1902
- Tephraea pulverulenta (Gory & Percheron, 1833)
- Tephraea setifera Moser, 1908
- Tephraea simonsi Janson, 1877
- Tephraea simulatrix Kraatz, 1882
- Tephraea sternalis Moser, 1908
- Tephraea undulatus (Kolbe, 1892)